# Chabab Riadhi Baladiat Bougtob
Maillots
Le Chabab Riadhi Baladiat Bougtob (en arabe : الشباب الرياضي لبلدية بوقطب), plus couramment abrégé en CRB Bougtob ou encore en CRBB, est un club algérien de football fondé en 1956 et basé dans la ville de Bougtob, dans la Wilaya d'El Bayadh.

## Histoire
L'équipe du Chabab Riadhi Baladiat Bougtob a évolué en 2e division algérienne lors de la fin des années 1990. Actuellement, le club évolue en Inter-régions Sud-ouest (D4).

## Bilan sportif

### Palmarès
| Compétitions nationales                                           |
| ----------------------------------------------------------------- |
| - Division 3 (1) : - Champion Gr. Sud-ouest : 1992-93 et 2000-01. |

## Parcours

### Classement en championnat par année
- 1962-63 : D?,?e Ouest, ?e
- 1963-64 : D?,?e Ouest, ?e
- 1964-65 : D?,?e Ouest, ?e
- 1965-66 : D?,?e Ouest, ?e
- 1966-67 : D?,?e Ouest, ?e
- 1967-68 : D?,?e Ouest, ?e
- 1968-69 : D?,?e Ouest, ?e
- 1969-70 : D?,?e Ouest, ?e
- 1970-71 : D?,?e Ouest, ?e
- 1971-72 : D?,?e Ouest, ?e
- 1972-73 : D?,?e Ouest, ?e
- 1973-74 : D?,?e Ouest, ?e
- 1974-75 : D?,?e Ouest, ?e
- 1975-76 : D?,?e Ouest, ?e
- 1976-77 : D?,?e Ouest, ?e
- 1977-78 : D?,?e Ouest, ?e
- 1978-79 : D?,?e Ouest, ?e
- 1979-80 : D?,?e Ouest, ?e
- 1980-81 : D?,?e Ouest, ?e
- 1981-82 : D?,?e Ouest, ?e
- 1982-83 : D?,?e Ouest, ?e
- 1983-84 : D?,?e Ouest, ?e
- 1984-85 : D?,?e Ouest, ?e
- 1985-86 : D?,?e Ouest, ?e
- 1986-87 : D?,?e Ouest, ?e
- 1987-88 : D?,?e Ouest, ?e
- 1988-89 : D?,?e Ouest, ?e
- 1989-90 : D?,?e Ouest, ?e
- 1990-91 : D?,?e Ouest, ?e
- 1991-92 : D?,?e Ouest, ?e
- 1992-93 : D3, Régional Béchar, 1re
- 1993-94: D2, Division 2 Ouest, 6e
- 1994-95: D2, Division 2 Ouest, 9e
- 1995-96: D2, Division 2 Ouest, 9e
- 1996-97: D2, Division 2 Ouest, 13e
- 1997-98: D2, Division 2 Ouest, 16e
- 1998-99: D2, Division 1 Sud-Ouest, 3e
- 1999-00: D3, National 2 Sud-Ouest, 5e
- 2000-01: D3, Régional 1 Sud-Ouest, 2e
- 2001-02 : D3, Régional 1 Sud-Ouest, ?e
- 2002-03 : D3, Régional 1 Sud-Ouest, 3e
- 2003-04 : D2, Division 2 Ouest, 15e
- 2004-05 : D3, inter-régions Ouest, 14e
- 2005-06 : D4, Régional 1 Saida, ?e
- 2006-07 : D?,?e Ouest, ?e
- 2007-08 : D?,?e Ouest, ?e
- 2008-09 : D?,?e Ouest, ?e
- 2009-10 : D?,?e Ouest, ?e
- 2010-11 : D?,?e Ouest, ?e
- 2011-12 : D?,?e Ouest, ?e
- 2012-13 : D?,?e Ouest, ?e
- 2013-14 : D?,?e Ouest, ?e
- 2014-15 : D?,?e Ouest, ?e
- 2015-16 : D?,?e Ouest, ?e
- 2016-17 : D?,?e Ouest, ?e
- 2017-18 : D?,?e Ouest, ?e
- 2018-19 : D5, R1 Sud-Ouest,?e
- 2019-20 : D4, Inter-Régions Sud-Ouest, ?e
- 2020-21 : D3, inter-régions Sud-ouest groupe F1, 4e
- 2021-22 : D3, inter-régions Sud-ouest,, 9e
- 2022-23 : D3, inter-régions Sud-ouest,, 3e
- 2023-24 : D3, inter-régions Sud-ouest,, 5e
- 2024-25 : D3, inter-régions Sud-ouest, 15e

### Parcours du CRB Bougtob en coupe d'Algérie
| Saison  | Tour        | Matchs              | Résultats     |
| ------- | ----------- | ------------------- | ------------- |
| 1962-63 | ?e T.R      | ?                   | ?             |
| 1963-64 | ?e T.R      | ?                   | ?             |
| 1964-65 | ?e T.R      | ?                   | ?             |
| 1965-66 | ?e T.R      | ?                   | ?             |
| 1966-67 | ?e T.R      | ?                   | ?             |
| 1967-68 | ?e T.R      | ?                   | ?             |
| 1968-69 | ?e T.R      | ?                   | ?             |
| 1969-70 | ?e T.R      | ?                   | ?             |
| 1970-71 | ?e T.R      | ?                   | ?             |
| 1971-72 | ?e T.R      | ?                   | ?             |
| 1972-73 | ?e T.R      | ?                   | ?             |
| 1973-74 | ?e T.R      | ?                   | ?             |
| 1974-75 | ?e T.R      | ?                   | ?             |
| 1975-76 | ?e T.R      | ?                   | ?             |
| 1976-77 | ?e T.R      | ?                   | ?             |
| 1977-78 | ?e T.R      | ?                   | ?             |
| 1978-79 | ?e T.R      | ?                   | ?             |
| 1979-80 | ?e T.R      | ?                   | ?             |
| 1980-81 | ?e T.R      | ?                   | ?             |
| 1981-82 | ?e T.R      | ?                   | ?             |
| 1982-83 | ?e T.R      | ?                   | ?             |
| 1983-84 | ?e T.R      | ?                   | ?             |
| 1984-85 | ?e T.R      | ?                   | ?             |
| 1985-86 | ?e T.R      | ?                   | ?             |
| 1986-87 | ?e T.R      | ?                   | ?             |
| 1987-88 | ?e T.R      | ?                   | ?             |
| 1988-89 | 1/32 finale | USM Bel Abbès       | 7-0           |
| 1989-90 | N.J         | N.J                 | N.J           |
| 1990-91 | ?e T.R      | ?                   | ?             |
| 1991-92 | ?e T.R      | ?                   | ?             |
| 1992-93 | N.J         | N.J                 | N.J           |
| 1993-94 | 1/32 finale | MC Ouargla          | ?             |
| 1994-95 | 1/32 finale | US Chaouia          | 3-0* forfait  |
| 1995-96 | ?e T.R      | ?                   | ?             |
| 1996-97 | 1/32 finale | CS Constantine      | 1-1 t.a.b 3-1 |
| 1997-98 | 1/32 finale | CRB El-Attaf        | 0-0 t.a.b     |
| 1998-99 | ?e T.R      | ?                   | ?             |
| 1999-00 | ?e T.R      | ?                   | ?             |
| 2000-01 | 1/32 finale | CS Constantine      | 3-0* forfait  |
| 2001-02 | ?e T.R      | ?                   | ?             |
| 2002-03 | 1/32 finale | CR Beni-Thour       | 2-1 a.p       |
| 2003-04 | ?e T.R      | ?                   | ?             |
| 2004-05 | ?e T.R      | ?                   | ?             |
| 2005-06 | ?e T.R      | ?                   | ?             |
| 2006-07 | ?e T.R      | ?                   | ?             |
| 2007-08 | ?e T.R      | ?                   | ?             |
| 2008-09 | ?e T.R      | ?                   | ?             |
| 2009-10 | ?e T.R      | ?                   | ?             |
| 2010-11 | ?e T.R      | ?                   | ?             |
| 2011-12 | ?e T.R      | ?                   | ?             |
| 2012-13 | 1/32 finale | USM El Harrach      | 1-0           |
| 2013-14 | 1/32 finale | O Médéa             | 2-1           |
| 2014-15 | ?e T.R      | ?                   | ?             |
| 2015-16 | ?e T.R      | ?                   | ?             |
| 2016-17 | ?e T.R      | ?                   | ?             |
| 2017-18 | ?e T.R      | ?                   | ?             |
| 2018-19 | ?e T.R      | ?                   | ?             |
| 2019-20 | 3e T.R      | Espérance El Bayadh | 1-0           |

## Popularité
Le club est surnommé par ces fans Les Gazelles du Chott Ech Chergui, en référence au grand lac Chott ech Chergui de la région.